# 闘魂三銃士
闘魂三銃士（とうこんさんじゅうし、The Three Musketeers）は、1984年に新日本プロレスに同期入門した武藤敬司、蝶野正洋、橋本真也からなるユニット。

## 三銃士
| 氏名     | 氏名 | 生年月日・年齢 （物故者は没年齢）      | ニックネーム                                                                                      | 主なタイトル                                                                                                |
| -------- | ---- | -------------------------------------- | ------------------------------------------------------------------------------------------------- | --- |
| 武藤敬司 |      | 1962年12月23日（62歳）                 | プロレスリング・マスター ナチュラル・ボーン・マスター スペース・ローン・ウルフ クロス・ウィザード | 第27代、第30代、第38代三冠ヘビー級王座 第13代、第17代、第24代、第49代IWGPヘビー級王座 第34代GHCヘビー級王座 |
| 蝶野正洋 |      | 1963年9月17日（61歳）                  | 黒のカリスマ 黒の総帥 極悪バタフライ 夏男 ミスターG1                                              | 第22代IWGPヘビー級王座                                                                                      |
| 橋本真也 |      | 1965年7月3日 - 2005年7月11日（40歳没） | 破壊王 爆殺シューター ハッスルキング 闘魂伝承 ミスターIWGP 新日本の象徵 闘魂の継承者              | 第31代三冠ヘビー級王座 第14代・第16代・第19代IWGPヘビー級王座                                               |

## 概要
新日本プロレスを旗揚げしたアントニオ猪木のキャッチフレーズであり、代名詞ともなっている「闘魂」に、アレクサンドル・デュマの小説『ダルタニャン物語』に登場する「三銃士」を組み合わせ、同期入門で将来を嘱望された3人を「闘魂三銃士」と命名して売り出した。武藤、蝶野、橋本は三者三様のファイトスタイルだが、闘魂三銃士という括りで猪木の闘魂を継承したイメージを現在もファンから持たれ続けている。しかし、三者がそれをどう捉えているのかは不明のままである（むしろ武藤、蝶野、橋本たちは、猪木云々というよりも、同期の絆をアピールするためにこの括りを利用していた）。

### 3人の関係
3人は同期入門で、それぞれ多くの功績を残している。3人の絆は強く、袂を分かった後（後述）も連絡を取り合い、「三銃士トークバトル」「三銃士サミット」と題したイベントで揃い踏みすることがあったが、「三銃士興行」を実現することは出来なかった。橋本が逝去するまで週刊プロレス選手名鑑のライバルの項目には必ず互いの名前を記していた。3人の関係は、同期入門者としての友情と世代交代（猪木や坂口征二の世代、藤波辰爾や長州力の世代を超えること）を目標に切磋琢磨した良きライバル関係であった。
同期入門であるが、年齢的には武藤が一番年上で、蝶野、橋本の順番であるためリング外で蝶野は「武藤さん」「橋本選手、橋本君、ブッチャー」と呼んでいる。一番年下の橋本は、それぞれ「ムトちゃん」「蝶ちゃん」と呼んでいた。

## 歴史
この3人が売り出された背景には、長州力を中心とする当時の主力レスラーが集団離脱して全日本プロレスに主戦場を移したことにより、新日本プロレス所属のレスラーが減少し、若手レスラーが看板レスラーに成長することが急務であった事情があった。
1988年7月2日、プエルトリコで武藤、蝶野、橋本の3人が新ユニット「闘魂三銃士」を結成。その後、海外武者修行から凱旋帰国した3人は、同年7月29日、有明コロシアムにおけるメインイベントで初めて「闘魂三銃士」として藤波辰爾&木村健悟&越中詩郎組とタッグマッチで対戦した（この時の入場テーマ曲は、当時武藤のテーマ曲だった「ファイナルカウントダウン」。当時の有コロはまだ屋根がなかったため、降りしきる雨の中で試合が行われた。結果は、藤波の反則による反則勝ち）。この試合の内容で対戦相手を圧倒したことでファンの支持を得ると共に、世代交代のアピールに成功した。
1991年、蝶野がG1 CLIMAXの準決勝で橋本を、決勝で武藤を破り初優勝を果たす。その際に3人がリングに上がって「1・2・3、ダァーッ!」で締めてから三銃士時代の到来となり、以後、G1 CLIMAXやIWGPヘビー級王座などのビッグマッチの試合で各々がシングルマッチで対戦。人気、実力共に1990年代の新日本プロレスの看板レスラーとして不動の地位を確立した。なお、ユニットとしては1993年2月16日に解散している。
その後、橋本は2000年11月13日、新日本プロレスから解雇されてから三者別々の道を模索するようになる。後に橋本は2001年3月2日にZERO-ONE（後のZERO1-MAX）を旗揚げ。また、武藤も2002年1月31日に新日本プロレスを退団し、2月26日に全日本プロレスに入団、9月30日に代表取締役社長に就任している。
2001年から三銃士が何らかの形で接触するようになる。武藤がZERO-ONEの旗揚げ戦で（翌年12月の興行にも）ゲスト解説を務め、翌2002年には蝶野がZERO-ONE、ファンタジーファイトWRESTLE-1にゲスト解説、橋本が新日本、WRESTLE-1に参戦。2003年には橋本が全日本、WRESTLE-1に参戦し、翌月に武藤が選手を率いてZERO-ONEに乱入。全日本とZERO-ONEが全面対抗戦を行なった。8月には「闘魂三銃士トークバトル」として集結。
2004年には、2月に橋本が全日本、武藤が1月に新日本、2月にZERO-ONEに参戦。4月25日には橋本と武藤がZERO-ONEのリングで、結果的にこれが最後となるタッグを結成して勝利した。橋本は2004年9月に長期欠場に入るが、11月3日の蝶野のデビュー20周年記念興行には橋本が花束を持って来場した。その後2005年5月に武藤が新日本に参戦し、さらには橋本も来場することとなっていたが、当日になって橋本が断り、実現しなかった。
2005年7月11日、橋本が脳幹出血により40歳の若さで急逝。リングに上がる姿をファンに見せる機会は前年の11月の蝶野のデビュー20周年記念興行が最後になってしまった。16日に行われた葬儀では武藤、蝶野の両者が参列し、出棺の際は両者が棺の先頭を持った。
橋本が死去した直後の7月、蝶野が全日本に参戦。そして、2007年1月4日、武藤と蝶野が8年ぶりにタッグを結成して、天山広吉&小島聡に勝利。2人は試合後、橋本のトレードマークである白い鉢巻を締めて花道を後にした。
最後に3人が集結したのは、2004年5月9日、TOKYO FMホールで開催されたトークショー「三銃士サミット」であった。
2010年1月末に蝶野が新日本プロレスを退団、長期休養に入ったため、新日本プロレスから闘魂三銃士は不在となった。
2011年3月6日、橋本の息子でもある大地のデビュー戦（両国国技館）で蝶野が対戦相手を務め、武藤も両国国技館に解説者として駆け付けた（試合は蝶野がSTFでギブアップ勝ち。試合終了後に大地のリングでのマイクコメントを終えた直後、武藤がリングに上がり「大地、次は俺とだ!!」と挑戦者表明する。）。同月21日、大地と武藤の対戦が全日本プロレスで実現し、蝶野が解説席に駆け付けた（試合は、大地が蝶野と武藤の得意技のSTFとシャイニングウィザードで奮戦するも、武藤がムーンサルトで勝利）。
2014年4月、蝶野が長期休養に入り、以降は武藤のみが事実上現役を続けている状態であったが、2022年6月12日に武藤が来春までに引退することを発表した。
2023年2月21日、武藤が内藤哲也を相手に引退試合を行う（東京ドーム）。試合中、武藤が橋本の代名詞である袈裟斬りチョップとDDTを繰り出し、会場が橋本コールに包まれた。試合後、武藤がマイクアピールでファンへのメッセージを伝えている最中、解説を務めていた蝶野に対して対戦要求をし、突如として最後となるシングルマッチが実現。試合は蝶野がSTFで勝利し、武藤を介錯した。

### 闘魂三銃士シングルマッチ戦績
- 「武藤敬司VS蝶野正洋」32試合 - 武藤の18勝12敗1引き分け1無効試合（このうち、グレート・ムタ戦は2勝2敗1無効試合）
- 「武藤敬司VS橋本真也」19試合 - 武藤の10勝6敗3引き分け（このうち、ムタ戦は橋本の2勝1敗）
- 「橋本真也VS蝶野正洋」51試合 - 橋本の32勝11敗8引き分け

## その他
全日本プロレスの四天王との関係
- ジャイアント馬場の愛弟子でもある全日本プロレスの「四天王」（三沢光晴、川田利明、田上明、小橋健太）と常に対比され、または「馬場VS猪木」の対戦が実現しなかったために、古くからのプロレスのファンの中では「闘魂三銃士 対 四天王」がより多く実現することを望まれていた。三銃士の側から見た場合だとすれば、
  - 武藤は、川田とはシングル・タッグの両方で交わっている。小橋とは、タッグで対戦していて、後、数回組んだことがある。三沢とは、試合ではタッグマッチのみで交わっている。なお、試合ではないが、スクウェア（現：スクウェア・エニックス）のPS2用ゲーム『オールスタープロレスリングII』のオープニングムービーの撮影の際に1対1で交わっている。
    - なお、WRESTLE-1活動休止後、武藤は三沢が設立したプロレスリング・ノアに入団し、同団体所属のまま引退した。また、引退試合では三沢の必殺技である、エメラルド・フロウジョンを繰り出した。

  - 蝶野は、田上以外の四天王とシングルマッチで、田上とはタッグマッチのみ交わっている。
  - 橋本は、川田とはシングルとタッグの両方で、三沢とはタッグマッチでのみ交わっている。

上記のように、川田は全ての闘魂三銃士とシングルマッチを行なっている。三沢は、試合形式を問わなければ対戦経験がある。

闘魂三銃士に関連する、もしくは影響を受けたもの
- 闘魂三銃士に佐々木健介を加えた形を「闘魂三銃士＋健介」「闘魂三銃士+α」「闘魂三銃士世代」と呼び、それぞれ全日本プロレスの四天王や五強（四天王＋秋山）の対比として捉える事もあった。なお、途中で闘魂三銃士に健介と馳浩を加えた5人を歌舞伎の演目に因み、「白浪五人男」や「闘魂三銃士+ハセケン」などとして売り出した時期もあったが、馳の政界転出や全日本移籍などもあって定着しなかった。
- 関連ユニットとして、当時の売り出し中の選手による三銃士として野上彰（現：AKIRA）、飯塚高史、エル・サムライによる「闘魂トリオ」、さらには中西学、永田裕志、石澤常光（ケンドー・カシン）による「アマレス三銃士」を売り出したが、これも定着するには至らなかった。
- パンクラスでは、船木誠勝の弟子である近藤有己、國奥麒樹真、渋谷修身の3人が「ハイブリッド三銃士」として売り出されたが、これも定着しなかった。なお、それぞれが「心」（近藤）「技」（國奥）「体」（渋谷）を司っているとされている。
- 21世紀に入ると、新日本プロレスの棚橋弘至、中邑真輔、柴田勝頼の3人が会社側の意向で「新・闘魂三銃士」と呼ばれるようになったが3人がそれぞれ互いに遺恨を持っており、柴田が新日本プロレスを退団したことによって立ち消えとなっており、後に柴田に代わって後藤洋央紀を加えた3人で呼ばれたり[注 1]、それに真壁刀義を加えた4人で「新日本四天王」とも呼ばれるようになったものの、定着はしなかった。
- 2023年、新日本プロレスの海野翔太、成田蓮、辻陽太の3人が会社側の意向で「令和闘魂三銃士」と命名された[9]。なお、命名された時点で、海野、成田、辻の全員がそれぞれ別ユニット[注 2]に所属していた。しかし、当の3人が異議を唱えるなどして[10][11]、これも定着しなかった。

その他
- 3人の同期には、他にもAKIRA、船木誠勝がいる。AKIRAは、ジュニアヘビー級を主戦場としているために三銃士との絡みは少ないが、蝶野とはTEAM 2000時代と現在のレジェンド軍で共闘。一年先輩になる山田恵一はジュニアヘビー級だが、ヤングライオン杯で橋本からフォール勝ちしたことがある。のちに獣神サンダーライガーとして、AKIRAと同じくレジェンド軍で蝶野と共闘している。船木は15歳での入門のために練習生期間が延びデビューが三銃士よりも半年ほど遅れ、わずか3年でUWFに移籍したために絡みはなかったが2009年に船木が武藤とのタッグでプロレス復帰、後に全日本プロレスへ入団している。
  - ちなみに武藤は、橋本の新人に対する度を越した悪戯や、船木とライガー（山田）の過酷なしごきを回想して、「アイツらの後輩として入団してたら、新日本プロレスに残ってなかった」と語っている。また「俺もヤンチャだったけど要領が良かったから橋本ほど目立たなかっただけ。蝶野が一番の常識人だ」と橋本と蝶野を評価した。
- 同じ日に入門した3人だが、実はもう一人同日に入門した男がいた。4人は「逃げたい」という気持ちを口に出さずに過酷な練習を続けていたが、ある日、武藤が「俺、辞めるわ」と他の3人に宣言。橋本、蝶野は「それを口に出さずにやってきたのに」と驚いたという。「辞めようぜ、○時に○○で落ち合おう」と3人を誘ったほどだった。その一人はその時間になると「お世話になりました」と本当に出ていってしまった。ところが当の武藤はその頃何事もなかったようにちゃんこを食べていたという。「武藤が辞めさせた」と3人の間では語り草となっていた。
- 入門初日に蝶野と橋本は洗濯機の使用の順番が原因で掴み合い寸前の喧嘩になった。
- 三者ともポピュラーな技であるラリアットやスープレックスをほとんど使わない（武藤はラリアットについて「あんなの、ただ腕を横に出すだけ」と評したことがある）。武藤は、新日本時代にドラゴン・スープレックスを得意としていたが、1995年5月の橋本とのIWGPヘビー級王座戦で橋本の重みで踏ん張り切れずにブリッジが崩れ、前歯を8本折ってしまったためそれ以降封印している。
- 馳浩曰く「闘魂三銃士にはある一つの共通点がある。それはナマクラである」[12]。

## 記念興行

### 武藤敬司
- 全日本プロレス「20th ANNIVERSARY LOVE AND BUMP」（2004年10月31日）
- 全日本プロレス「デビュー25周年記念大会 プロレスLOVE in 両国 Vol.8」（2009年8月30日）
- WRESTLE-1「武藤敬司デビュー30周年記念大会「HOLD OUT」」（2014年11月1日） [13]
- プロレスリング・ノア「KEIJI MUTO GRAND FINAL PRO-WRESTLING "LAST" LOVE〜HOLD OUT〜」（2023年2月21日）

### 蝶野正洋
- 20周年記念"CHRONO STREAM"（2004年11月3日）
- デビュー25周年記念特別興行「ARISTRIST in 両国国技館」（2009年10月12日）

### 橋本真也
- 追悼興行「ZERO1◇生LIVE 〜あつい 煩悩ゼロ "それがゼロワン"〜」（2008年7月13日）
- デビュー25周年興行 破壊王伝承 in 後楽園ホール（2009年9月21日）

## CD
- 『闘魂三銃士 最強ベスト ULTIMATE COLLECTION』 (2015年1月28日、 IVY Records)

## ゲーム
- ゲームボーイ用ゲームソフト『新日本プロレスリング 闘魂三銃士』(1993年1月29日、バリエ)

## 関連書籍
- 『烈闘生 傷だらけの履歴書』幻冬舎 増補改訂版 1999年4月 ISBN 4-877287-22-1